# The Rookie (serie de televisión)
The Rookie es una serie de televisión estadounidense de género drama policíaco creada para ABC por Alexi Hawley, y estrenada el 16 de octubre de 2018. Basada en hechos reales, la trama sigue a John Nolan, un hombre de cuarenta y cinco años, que se convierte en el novato más viejo del Departamento de Policía de Los Ángeles.
La serie está protagonizada por Nathan Fillion, Alyssa Diaz, Richard T. Jones, Titus Makin Jr., Melissa O'Neil, Afton Williamson, Mekia Cox, Shawn Ashmore y Eric Winter. En abril de 2024, la serie fue renovada para una séptima temporada que se estrenó el 7 de enero de 2025. En abril de 2025, la serie fue renovada para una octava temporada.

## Sinopsis
La serie sigue a John Nolan, un hombre de 45 años recién divorciado de Pensilvania, quien, nueve meses después de ayudar a agentes de policía durante un robo a un banco en su ciudad natal, Foxburg, Pensilvania, se muda a Los Ángeles para emprender una nueva carrera como agente de policía en el Departamento de Policía de Los Ángeles (LAPD). Tras graduarse de la academia de policía como el novato de mayor edad del cuerpo, Nolan debe lidiar con la peligrosa e impredecible naturaleza de su trabajo. Está decidido a triunfar en su nueva carrera a pesar de los desafíos.
Durante una entrevista, el protagonista de la serie, Nathan Fillion, declaró que el drama se inspiró en una historia real, ya que el Departamento de Policía de Los Ángeles es una de las dos únicas agencias que aceptan nuevos agentes mayores de 37 años. Más tarde se reveló que el hombre cuya historia inspiró la premisa del programa era William Norcross, un amigo de la universidad del productor ejecutivo Jon Steinberg, quien basó el programa en su historia. Norcross continúa sirviendo en el Departamento de Policía de Los Ángeles (LAPD) y también como productor ejecutivo de The Rookie.

## Reparto
| Nathan Fillion   | John Nolan    | Principal  | Principal  | Principal | Principal  | Principal  | Principal | Principal |           |  |  |
| Alyssa Diaz      | Angela Lopez  | Principal  | Principal  | Principal | Principal  | Principal  | Principal | Principal |           |  |  |
| Richard T. Jones | Wade Grey     | Principal  | Principal  | Principal | Principal  | Principal  | Principal | Principal |           |  |  |
| Titus Makin Jr.  | Jackson West  | Principal  | Principal  | Principal | Cameo      |            |           |           |           |  |  |
| Mercedes Mason   | Zoe Anderson  | Principal  |            | Invitada  |            |            |           |           |           |  |  |
| Melissa O'Neil   | Lucy Chen     | Principal  | Principal  | Principal | Principal  | Principal  | Principal | Principal |           |  |  |
| Eric Winter      | Tim Bradford  | Principal  | Principal  | Principal | Principal  | Principal  | Principal | Principal |           |  |  |
| Afton Williamson | Talia Bishop  | Principal  |            |           |            |            |           |           |           |  |  |
| Mekia Cox        | Nyla Harper   |            | Principal  | Principal | Principal  | Principal  | Principal | Principal |           |  |  |
| Shawn Ashmore    | Wesley Evers  | Recurrente | Recurrente | Principal | Principal  | Principal  | Principal | Principal |           |  |  |
| Jenna Dewan      | Bailey Nune   |            |            | Invitada  | Principal  | Principal  | Principal | Principal | Principal |  |  |
| Tru Valentino    | Aaron Thorsen |            |            |           | Recurrente | Principal  | Principal |           |           |  |  |
| Lisseth Chavez   | Celina Juarez |            |            |           |            | Recurrente | Principal | Principal |           |  |  |

### Principales
- Nathan Fillion como John Nolan: el novato más viejo del Departamento de Policía de Los Ángeles.[4]
- Alyssa Diaz como Ángela López: una oficial de entrenamiento de campo asignada a Jackson West, estará bajo presión al entrenar al hijo de un comandante, eso significa que la oficial López no podrá fallar en prepararlo para las calles.[7]
- Richard T. Jones como Wade Grey: es el comandante de guardia de la división de Wilshire, sargento y supervisor de John Nolan, el sargento Grey cree que Nolan puede poner en peligro a sus compañeros y siempre tratara de llevarle la contra, Nolan demostrará que se equivoca y se ganará su respeto.[8]
- Titus Makin como Jackson West (temporadas 1–3): un ansioso oficial novato y el hijo de un comandante encargado de la división de asuntos internos.[9]
- Mercedes Mason como la capitán Zoe Andersen (temporada 1; invitada temporada 3): encargada de la división de patrulla de Wilshire, a pesar de que el oficial recién graduado John Nolan sea un hombre de 40 años, la capitán Anderson estuvo de acuerdo en que John Nolan fuera transferido a su estación.[10]
- Melissa O'Neil como Lucy Chen: una policía novata, que lucha con un oficial de entrenamiento dominante y podría estar desarrollando un romance en ciernes con Bradford.[11]
  - O'Neil también interpreta a la doble de Lucy, Sava Wu, apodada "Juicy" por Tim, en las temporadas 4 y 5.
- Afton Williamson como Talia Bishop (temporada 1): Una oficial de entrenamiento de campo recién ascendido cuyo primer destino es Nolan.[12]
- Eric Winter como Tim Bradford: un oficial de entrenamiento de campo (FTO) autoritario.[12]
  - Winter también interpreta al doble de Tim, Jake Butler, apodado "Dim" por Lucy, en las temporadas 4 y 5.
- Mekia Cox como la detective Nyla Harper (temporada 2–presente): La segunda oficial de entrenamiento de Nolan, una detective tenaz y experimentada que dejó atrás cuatro años de trabajo encubierto para regresar a las patrullas. Tras entrenar a Nolan y Aaron, casarse con James Murray y tener una hija llamada Leah, Harper regresa a ser detective y se asocia con Angela Lopez.
- Shawn Ashmore como Wesley Evers (temporada 3–presente; recurrente temporadas 1–2): Un abogado defensor con quien López inicialmente choca, pero luego empiezan a salir. Ambos se casan y tienen un hijo llamado Jackson "Jack" y una hija llamada Emmy. Más tarde, él acepta un trabajo como fiscal adjunto.
- Jenna Dewan como Bailey Nune (temporada 4–presente; invitada temporada 3): Teniente bombero que  aparece por primera vez en la puerta de Nolan envuelta en una toalla y luego se convierte en su esposa para la sexta temporada. Antes de unirse al Departamento de Bomberos de Los Ángeles, sirvió en el Ejército de los Estados Unidos y sigue siendo reservista .[13]
- Tru Valentino como Aaron Thorsen (temporadas 5–6; recurrente temporada 4): Un novato que se vio involucrado en un caso de asesinato en Francia, del que fue declarado inocente. Proviene de una familia adinerada y era una celebridad de internet antes de su arresto y juicio. Finalmente limpia su nombre tras casi ser implicado por el asesino en un segundo asesinato. Poco después de completar su entrenamiento como novato, se transfiere a la División de Hollywood entre la sexta y la séptima temporada para comenzar de nuevo tras verse envuelto en el escándalo causado por la psicóloga policial corrupta Blair London y Monica Stevens.
- Lisseth Chavez como Celina Juarez (temporada 6–presente; recurrente temporada 5): La entusiasta novata de Nolan y quien le causa problemas, ya que él la considera demasiado supersticiosa. Se unió a la academia para resolver el asesinato y la desaparición de su hermana. Es amiga íntima de Bailey Nune y Aaron Thorsen. Posteriormente, completa su entrenamiento de novata.[14]

### Recurrentes
- Mircea Monroe como Isabel Bradford (temporada 1; invitada temporada 5)
- Currie Graham como Ben Mcreev (temporada 1; invitado temporada 3): el casero del detective John Nolan
- Sara Rue como Nell Forester (temporadas 1–2; invitada temporada 4, 6)
- Demetrius Grosse como Kevin Wolfe (temporada 1)
- David DeSantos como Elijah Vestri (temporada 1)
- Zayne Emory como Henry Nolan
- Michael Beach como Percy West (temporadas 1–3; invitado temporada 6)
- Brent Huff como Quigley Smitty
- Angel Parker como Luna Grey
- Sarah Shahi como Jessica Russo (temporadas 1–2)
- Matthew Glave como Oscar Hutchinson
- Harold Perrineau como Nick Armstrong (temporada 2; invitado temporada 3)
- Daniel Lissing como Sterling Freeman (temporada 2; invitado temporada 3)
- Ali Larter como Grace Sawyer (temporada 2)
- Enver Gjokaj como Donovan Town (temporadas 2, 4)
- Carsyn Rose como Lila Town (temporadas 2, 4)
- Madeleine Coghlan como Abigail (temporadas 2–3)
- Annie Wersching como Rosalind Dyer (temporadas 2, 5; invitada temporada 3)
- Jeff Pierre como Emmett Lang (temporada 2)
- Hrach Titizian como Ruben Derian (temporada 2; invitado temporada 3)
- Brandon Routh como Doug Stanton (temporada 3)
- Arjay Smith como James Murray (temporada 3–presente)
- Toks Olagundoye como Fiona Ryan (temporada 3)
- Dylan Conrique como Tamara Colins (temporada 3–presente)
- Camille Guaty como Sandra «La Fiera» De La Cruz (temporada 3; invitada temporada 4)
- Brandon Jay McLaren como Elijah Stone (temporadas 4–5)
- Bridget Regan como Monica Stevens (temporadas 5–presente)
- Danielle Campbell como Blair London (temporadas 6–7)
- Deric Augustine como Miles (temporada 7)
- Patrick Keleher como Seth (temporada 7)

### Invitados
- Danny Nucci como Sanford Motta: un «duro» detective de policía[15]
- Shawn Christian como Jeremy Hawke
- Joelle Carter como Megan Mitchell
- Niko Nicotera como Carson Miller
- José Pablo Cantillo como Franco DeSantis
- Beau Garrett como Denise
- Mario Lopez como él mismo
- Joel McHale como Brad Hayes

## Episodios
| Temporada | Temporada | Episodios | Episodios | Emisión original         | Emisión original    |
| Temporada | Temporada | Episodios | Episodios | Primera emisión          | Última emisión      |
| --------- | --------- | --------- | --------- | ------------------------ | ------------------- |
|           | 1         | 20        | 20        | 16 de octubre de 2018    | 17 de abril de 2019 |
|           | 2         | 20        | 20        | 29 de septiembre de 2019 | 10 de mayo de 2020  |
|           | 3         | 14        | 14        | 3 de enero de 2021       | 16 de mayo de 2021  |
|           | 4         | 22        | 22        | 26 de septiembre de 2021 | 15 de mayo de 2022  |
|           | 5         | 22        | 22        | 25 de septiembre de 2022 | 2 de mayo de 2023   |
|           | 6         | 10        | 10        | 20 de febrero de 2024    | 21 de mayo de 2024  |
|           | 7         | 18        | 18        | 7 de enero de 2025       | 13 de mayo de 2025  |

## Producción

### Desarrollo
El 26 de octubre de 2017, ABC anunció la creación para The Rookie, protagonizado por Nathan Fillion, y escrito por el productor ejecutivo y co-showrunner de Castle Alexi Hawley. Fillion y Hawley servirán como productores ejecutivos, junto con Mark Gordon, Nicholas Pepper, Michelle Chapman y Jonathan E. Steinberg. La serie esta producida por ABC Studios y The Mark Gordon Company, y se estrenó el 16 de octubre de 2018. El 5 de noviembre de 2018, ABC anunció que le daría a la serie una temporada completa de 20 episodios. El 10 de mayo de 2019, la serie fue renovada para una segunda temporada, que se estrenó el 29 de septiembre de 2019. El 21 de mayo de 2020, la serie fue renovada para una tercera temporada, que se estrenó el 3 de enero de 2021.
En mayo de 2021, ABC renovó The Rookie para una cuarta temporada, que se estrenó el 26 de septiembre de 2021. El 30 de marzo de 2022, ABC renovó The Rookie para una quinta temporada. La quinta temporada se estrenó el 25 de septiembre de 2022. El 17 de abril de 2023, ABC renovó la serie para una sexta temporada. La sexta temporada se estrenó el 20 de febrero de 2024. El 15 de abril de 2024, ABC renovó la serie para una séptima temporada. La séptima temporada se estrenó el 7 de enero de 2025. El 3 de abril de 2025, ABC renovó la serie para una octava temporada.

### Casting
Con la orden de la serie en octubre de 2017, Fillion fue elegido como John Nolan. El 7 de febrero de 2018, Afton Williamson y Eric Winter fueron elegidos como Talia Bishop y Tim Bradford, respectivamente. En poco tiempo fueron seguidos por Melissa O'Neil como Lucy, Richard T. Jones como sargento Wade Grey, Titus Makin como Jackson West, Alyssa Diaz como Angela, y Mercedes Mason como capitana Zoe Andersen. El 4 de agosto de 2019, se anunció que Williamson no regresaría para la segunda temporada debido a la supuesta discriminación racial, acoso sexual y agresión sexual que sufrió durante la primera temporada. El 2 de octubre de 2019, Mekia Cox se unió al reparto para la segunda temporada, interpretando a Nyla Harper.

### Filmación
En enero de 2018, Liz Friedlander firmó para dirigir y producir el episodio piloto. La producción del piloto comenzó el 7 de marzo de 2018, con filmaciones en Los Ángeles y Nueva York. El 15 de abril de 2021, la policía recibió una llamada de un posible tiroteo mientras se rodaba la serie entre Hartford Avenue y West 5th Street en Los Ángeles. Varios testigos escucharon tres disparos y el equipo de producción confirmó que nadie de la serie había resultado herido durante el incidente. El rodaje en la zona se interrumpió a raíz de los informes, pero continuó en otros lugares ya programados. Tras la muerte de la directora de fotografía Halyna Hutchins el 21 de octubre de 2021 en el rodaje de la película Rust, se prohibieron las armas reales en The Rookie durante el rodaje. El showrunner Alexi Hawley afirmó que «cualquier riesgo es demasiado riesgo» y explicó que, en el futuro, sólo se utilizarían armas de airsoft, y que se agregarían fogonazos en la posproducción utilizando imágenes generadas por computadora.

## Emisión y lanzamiento

### Emisión original
The Rookie se emite en Estados Unidos por la cadena ABC.

### Emisiones internacionales
En España, se estrenó el 17 de octubre de 2018, en TNT. En Latinoamérica, se estrenó el 14 de noviembre de 2018 en Universal TV. En el Reino Unido e Irlanda, se estrenó el 21 de marzo de 2019 en Sky Witness.

## Serie derivada
El 8 de febrero de 2022, se anunció que ABC había ordenado una serie derivada centrada en el FBI protagonizada por Niecy Nash. La serie se presentó a través de dos episodios introductores durante la cuarta temporada. El 13 de mayo de 2022, ABC ordenó la serie bajo el título The Rookie: Feds. La serie se estrenó el 27 de septiembre de 2022.

## Recepción

### Críticas
En Rotten Tomatoes, la primera temporada tiene un índice de aprobación del 68% basado en 22 reseñas, con una calificación promedio de 6.33/10. El consenso crítico del sitio web dice, «La presencia confiable y agradable de Nathan Fillion hace que valga la pena sintonizar The Rookie, incluso si la serie que lo rodea no es particularmente memorable». En Metacritic la serie tiene una puntuación de 64 sobre 100, basada en reseñas de 12 críticos, que indican «críticas generalmente favorables».

### Audiencias
| Temporada | Horario (ET)                                                 | Episodios | Primera emisión          | Primera emisión      | Última emisión      | Última emisión       | Ranking | Promedio de espectadores (millones) |
| Temporada | Horario (ET)                                                 | Episodios | Fecha                    | Audiencia (millones) | Fecha               | Audiencia (millones) | Ranking | Promedio de espectadores (millones) |
| --------- | ------------------------------------------------------------ | --------- | ------------------------ | -------------------- | ------------------- | -------------------- | ------- | ----------------------------------- |
| 1         | martes 10:00 p. m.                                           | 20        | 16 de octubre de 2018    | 5.43                 | 16 de abril de 2019 | 4.06                 | 48      | 7.79                                |
| 2         | domingo 10:00 p. m.                                          | 20        | 29 de septiembre de 2019 | 4.11                 | 10 de mayo de 2020  | 4.66                 | 32      | 8.19                                |
| 3         | domingo 10:00 p. m.                                          | 14        | 3 de enero de 2021       | 3.44                 | 16 de mayo de 2021  | 3.77                 | 29      | 7.11                                |
| 4         | domingo 10:00 p. m.                                          | 22        | 26 de septiembre de 2021 | 3.03                 | 15 de mayo de 2022  | 3.65                 | 33      | 6.44                                |
| 5         | domingo 10:00 p. m. (2022) martes 8:00 p. m. (2023)          | 22        | 25 de septiembre de 2022 | 3.36                 | 2 de mayo de 2023   | 4.33                 | 25      | 6.47                                |
| 6         | martes 9:00 p. m.                                            | 10        | 20 de febrero de 2024    | 3.71                 | 21 de mayo de 2024  | 3.14                 | 33      | 5.84                                |
| 7         | martes 10:00 p. m. (1–6, 16) martes 9:00 p. m. (7–15, 17–18) | 18        | 7 de enero de 2025       | 3.41                 | 13 de mayo de 2025  | 3.02                 |         |                                     |